# Frida Nevalainen
Frida Margareta Nevalainen (* 27. Januar 1987 in Umeå) ist eine ehemalige schwedische Eishockeyspielerin, die zwischen 2001 und 2013 für MODO Hockey, IF Björklöven und Segeltorps IF in der höchsten schwedischen Spielklasse, der heutigen Riksserien, aktiv war.

## Karriere
Frida Nevalainen stammt aus dem Nachwuchs IF Björklöven und nahm 2003 als zweite Frau überhaupt am traditionsreichen Turnier um den TV-Pucken teil. Zudem war sie die erste Frau, die die Provinz Västerbotten vertrat. 2006 wurde sie mit MODO Hockey schwedischer Vizemeister. In der Saison 2007/08 spielte Nevalainen für die University of Windsor. Nevalainen war auch die erste schwedische Eishockeyspielerin in der russischen Frauen-Eishockeymeisterschaft und gewann mit Tornado Moskowskaja Oblast 2011 die russische Meisterschaft.
Bei den Olympischen Winterspielen 2006 in Turin gewann sie mit der schwedischen Frauen-Nationalmannschaft die Silbermedaille im olympischen Eishockeyturnier. Zudem gewann sie zwei Bronzemedaillen bei Eishockey-Weltmeisterschaften. Nach der Saison 2012/13 beendete sie ihre Karriere nach 235 Länderspielen, in denen sie 17 Tore erzielte.
Ihr Zwillingsbruder Patrik und ihr Bruder Joakim sind ebenfalls Eishockeyspieler.

## Erfolge und Auszeichnungen
- 2005 Bronzemedaille bei der Weltmeisterschaft
- 2006 Silbermedaille bei den Olympischen Winterspielen
- 2006 Schwedischer Vizemeister mit MODO Hockey
- 2007 Bronzemedaille bei der Weltmeisterschaft
- 2011 Russischer Meister mit Tornado Moskowskaja Oblast